# ماكال (أيداهو)
ماكال (بالإنجليزية: McCall)‏ هي مدينة أمريكية تقع في ولاية أيداهو. ويبلغ عدد سكانها 2991 نسمة حسب إحصاء سنة 2010 م 2991.

## التركيبة السكانية
قام مكتب تعداد الولايات المتحدة بتحديد بيانات التركيبة السكانية لماكال في تعداد الولايات المتحدة. في ما يلي، التركيبة السكانية حسب تعدادي 2000 و2010.

### تعداد عام 2000
بلغ عدد سكان ماكال 2,084 نسمة بحسب تعداد عام 2000، وبلغ عدد الأسر 902 أسرة وعدد العائلات 549 عائلة مقيمة في البلدة. في حين سجلت الكثافة السكانية 352.4 نسمة لكل ميل مربع (136.1/كم2). وبلغ عدد الوحدات السكنية 2,247 وحدة بمتوسط كثافة قدره 379.9 نسمة لكل ميل مربع (146.7/كم2).
وتوزع التركيب العرقي للبلدة بنسبة 96.83% من البيض و0.48% من الأمريكيين الأصليين و0.14% من الأمريكيين ذوي الأصول الآسيوية و0.05% من الأمريكيين الأفارقة و1.15% من عرقين مختلطين أو أكثر.
بلغ عدد الأسر 902 أسرة كانت نسبة 28.8% منها لديها أطفال تحت سن الثامنة عشر تعيش معهم، وبلغت نسبة الأزواج القاطنين مع بعضهم البعض 49.2% من أصل المجموع الكلي للأسر، ونسبة 7.9% من الأسر كان لديها معيلات من الإناث دون وجود شريك، وكانت نسبة 39.1% من غير العائلات. تألفت نسبة 33.3% من أصل جميع الأسر من أفراد ونسبة 11.1% كانوا يعيش معهم شخص وحيد يبلغ من العمر 65 عاماً فما فوق. وبلغ متوسط حجم الأسرة المعيشية 2.86، أما متوسط حجم العائلات فبلغ 2.25.
بلغ العمر الوسطي للسكان 42 عاماً. وكانت نسبة 24.3% من القاطنين تحت سن الثامنة عشر، وكانت نسبة 6.0% بين الثامنة عشر والأربعة وعشرون عاماً، ونسبة 24.6% كانت واقعةً في الفئة العمرية ما بين الخامسة والعشرين حتى الرابعة والأربعين عاماً، ونسبة 30.7% كانت ما بين الخامسة والأربعين حتى الرابعة والستين، ونسبة 14.4% كانت ضمن فئة الخامسة والستين عاماً فما فوق. يوجد لكل 100 أنثى 104.3 ذكر، ويوجد لكل 100 أنثى في الثامنة عشر من عمرها فما فوق 99.9 ذكر.
بلغ متوسط دخل الأسرة في البلدة 36,250 دولار، أما متوسط دخل العائلة فبلغ 46,420 دولار. وكان متوسط دخل الذكور 27,955 دولار مقابل 26,932 دولار للإناث. وسجل دخل الفرد الخاص بالبلدة 18,479 دولار.

### تعداد عام 2010
بلغ عدد سكان ماكال 2,991 نسمة بحسب تعداد عام 2010، وبلغ عدد الأسر 1,348 أسرة وعدد العائلات 769 عائلة مقيمة في المدينة. في حين سجلت الكثافة السكانية 324.1 نسمة لكل ميل مربع (125.1/كم2). وبلغ عدد الوحدات السكنية 3,581 وحدة بمتوسط كثافة قدره 388.0 لكل ميل مربع (149.8/كم2).
وتوزع التركيب العرقي للمدينة بنسبة 93.6% من البيض و0.7% من الأمريكيين الأصليين و0.5% من الأمريكيين ذوي الأصول الآسيوية و0.1% من الأمريكيين الأفارقة و1.4% من عرقين مختلطين أو أكثر.
بلغ عدد الأسر 1,348 أسرة كانت نسبة 25.1% منها لديها أطفال تحت سن الثامنة عشر تعيش معهم، وبلغت نسبة الأزواج القاطنين مع بعضهم البعض 45.3% من أصل المجموع الكلي للأسر، ونسبة 7.2% من الأسر كان لديها معيلات من الإناث دون وجود شريك، بينما كانت نسبة 4.5% من الأسر لديها معيلون من الذكور دون وجود شريكة وكانت نسبة 43.0% من غير العائلات. تألفت نسبة 33.5% من أصل جميع الأسر من أفراد ونسبة 8.2% كانوا يعيش معهم شخص وحيد يبلغ من العمر 65 عاماً فما فوق. وبلغ متوسط حجم الأسرة المعيشية 2.80، أما متوسط حجم العائلات فبلغ 2.19.
بلغ العمر الوسطي للسكان 40.7 عاماً. وكانت نسبة 21% من القاطنين تحت سن الثامنة عشر، وكانت نسبة 6.9% بين الثامنة عشر والأربعة وعشرون عاماً، ونسبة 27.5% كانت واقعةً في الفئة العمرية ما بين الخامسة والعشرين حتى الرابعة والأربعين عاماً، ونسبة 31.1% كانت ما بين الخامسة والأربعين حتى الرابعة والستين، ونسبة 13.5% كانت ضمن فئة الخامسة والستين عاماً فما فوق. وتوزع التركيب الجنسي للسكان بنسبة 51.7% ذكور و48.3% إناث.